# Tattarmossen
Tattarmossen (fi.: Tattarisuo) är ett delområde i stadsdelen Storskog och i Parkstads distrikt i Helsingfors stad. 
Tattarmossen är ett industriområde öster om Helsingfors-Malm flygplats. På området finns det småindustrier och förråd. Tattarmossen har ett rykte om sig att vara ett skrotupplag, men stadsdelen har utvecklats mot ett mera mångsidigt arbetsplats- och serviceområde. 